# 宮津隆
宮津 隆（みやづ たかし、1925年（大正14年）3月24日 - 2013年（平成25年）2月20日）は、日本の統計学者。専門分野は統計処理・応用統計学。帝京科学大学名誉教授。

## 来歴
日本統治時代の朝鮮・京城府（現・大韓民国ソウル特別市）に生まれる。京城帝国大学1年在学中に終戦を迎え、九州大学工学部応用化学科を1949年に卒業後、日本鋼管に入社し、川崎製鉄所（現・JFEスチール東日本製鉄所）の検査部試験課で石炭分析を担当した。1955年に技術研究所化学研究室に転じる。
1961年から石炭利用技術とコークスの研究を始め、高炉の脈動送風や高炉への重油・タール吹き込み研究も同時に行い、1960年代にコークス研究室の地歩を固めた。その後中央研究所に勤務。この間、1962年に東京大学より工学博士号を取得した（指導教官：石川馨、論文名：石炭・コークス分析方法の工業標準化に関する研究）。
東京理科大学、武蔵工業大学などの非常勤講師を経て、1990年に西東京科学大学（1996年に帝京科学大学に名称変更）教授に就任した。
学外での活動として、プロ野球のデーターを一般化し、たとえば西鉄ライオンズの稲尾和久と読売ジャイアンツの川上哲治とが対戦するとどのような結果が予想できるかなどの解析を紹介して、「野球文化学会」を立ち上げた。

## 業績
日本規格協会において石炭・コークスの工業分析方法の標準（JISおよびISO）化を推進した。
日本鉄鋼連盟の輸入原料炭専門委員会において、米国から輸入する石炭の積地の分析値と日本での揚地分析値を統計的に処理し、その相異から米国の石炭ターミナルに自動サンプラーを付けさせる事に成功し、数十億円/年の利益をもたらした。以後日本が石炭を輸入する際は、米国に限らず、世界各国の石炭ターミナルで自動サンプラーが設置されるようになった。
高炉用コークスの製造における石炭の多種配合理論を確立し、石炭の平均反射率と流動度を用いた優れた原料炭の評価方法として世界に普及した。
石炭・コークス関連についての主要業績として
1）石炭の灰分分析法のISO化。石炭中に有機硫黄とカルシウム含有量が多いと、石炭の灰化の過程中に相互に反応しCaSO4が形成されるため、灰分含有量が過剰に測定される事を解明し、その補正方法を論文にした結果、ISO規格にそれがそのまま承認・採択されています。
2）石炭輸出国の出荷港に自動サンプラーを設置させ、積地と揚地の分析値の差を少なくし、毎年、年間数十億円の利益を我が国にもたらしたことである。今では、石炭専用ターミナルでは石炭の自動サンプラー設置は常識になっている。
3) 1975年、日本鋼管技報で発表した論文「多種配合計画ならびに原料炭の評価」に集約された通称MOFダイアグラムの創作。MOFダイアグラムは、石炭のビトリニットの平均反射率とギーセラー流動度の関係図に世界各地から輸入された石炭の性状測定値をプロットし、その図に大型高炉の安定操業を可能にする優れた冶金コークスを製造できる「最適配合炭ゾーン」を設けたものである。この最適配合ゾーンは、海外ではMiyazu Windowとも呼ばれ、各種の原料炭を評価するに際し、その原料炭がMiyazu Windowからどちらの方向にどの程度離れているかを理解すると、自ずとその価値が分かる。

## 賞歴
- 燃料協会賞 - 1968年
- 鉄鋼協会西山記念賞 - 1973年
- 通産大臣賞 - 1977年
- 科学技術長官賞 - 1980年
- 米国鉄鋼協会（AIST）Joseph Becker Award - 1983年
- 藍綬褒章 - 1988年
- 環境庁長官賞 - 1993年